# 異文化コミュニケーション学部
異文化コミュニケーション学部（いぶんかコミュニケーションがくぶ）は、大学の学部の一つ。文化的背景が異なる人同士がコミュニケーションを行う際に起こりうるさまざまな現象を抽出し、そのメカニズムや原因、解決法などを教育・研究する学部である。学部としては現在は立教大学にのみ設置されている。

## 概要
異文化コミュニケーション学部の特徴として、語学だけでなくその国の持つ文化や歴史を学ぶことで差別や貧困など現代社会における諸問題を解決するアプローチを模索することが挙げられる。
異文化間のジェスチャーや感情表現の変遷や差異､第一外国語話者と第二外国語習得者における、思考や発音の研究も異文化コミュニケーション学で学ぶことが出来る。
言語学以外にも歴史学や宗教学､行動心理学､舞台·演劇学､教育学と通じる部分がある。

## 異文化コミュニケーション学部・学科を持つ日本の大学
- 立教大学 (異文化コミュニケーション学部 異文化コミュニケーション学科)
- 専修大学 (国際コミュニケーション学部 異文化コミュニケーション学科)

## 異文化コミュニケーション学部に類似した学部・学科を持つ日本の大学

### 国公立大学
- 茨城大学 (人文学部人文コミュニケーション学科異文化コミュニケーションコース)

### 私立大学
- 沖縄キリスト教学院大学 (大学院異文化コミュニケーション学研究科 異文化コミュニケーション学専攻)
- 札幌大学 (地域共創学群・異文化コミュニケーション専攻)
- 松蔭大学 (コミュニケーション文化学部 異文化コミュニケーション学科)
- 東亜大学 (人間科学部国際交流学科・異文化コミュニケーションコース)
- フェリス女学院大学（グローバル教養学部 心理コミュニケーション学科 共生コミュニケーター専攻 が、異文化コミュニケーション）